# Wörnitzhofen
Wörnitzhofen ist ein Gemeindeteil des Marktes Weiltingen im Landkreis Ansbach (Mittelfranken, Bayern). Die Gemarkung Wörnitzhofen hat eine Fläche von 2,130 km². Sie ist in 190 Flurstücke aufgeteilt, die eine durchschnittliche Fläche von 11212,58 m² haben.

## Geographie
Das Dorf liegt am linken Ufer der Wörnitz dem Ort Weiltingen gegenüber und ist von Acker- und Grünland mit vereinzeltem Baumbestand umgeben. Im Nordwesten wird die Flur Moorfeld genannt (dort befindet sich auch ein Baum, der als Naturdenkmal geschützt ist), im Norden das Sandfeld. Eine Gemeindeverbindungsstraße führt zur Staatsstraße 2385 bei Ruffenhofen (1,5 km nordöstlich) bzw. nach Neumühle (2 km südwestlich).

## Geschichte
Die Fraisch über Wörnitzhofen war umstritten. Sie wurde sowohl vom ansbachischen Oberamt Wassertrüdingen als auch vom oettingen-spielbergischen Oberamt Aufkirchen beansprucht. Die Reichsstadt Dinkelsbühl wollte sie auf ihren Gütern geltend machen. Die Dorf- und Gemeindeherrschaft war strittig zwischen dem Kastenamt Wassertrüdingen und dem Oberamt Aufkirchen. Gegen Ende des 18. Jahrhunderts gab es in Wörnitzhofen 16 Anwesen und ein Gemeindehirtenhaus. Grundherren waren das Kastenamt Wassertrüdingen (1 Wirtschaft, 1 Gütlein), das Oberamt Aufkirchen (1 Sölde), das württembergische Oberamt Weiltingen (1 Hof, 2 Halbhöfe, 5 Söldengüter, 1 Tropfhaus), die Reichsstadt Dinkelsbühl (Reichsalmosenpflege: 1 Halbhof; Spital: 1 Hof) und das Deutschordische Obervogtamt Oettingen (1 Hof, 1 Sölde).
Von 1797 bis 1808 unterstand der Ort dem Justiz- und Kammeramt Wassertrüdingen.
1806 kam Wörnitzhofen an das Königreich Bayern. Infolge des Gemeindeedikts wurde der Ort dem 1809 gebildeten Steuerdistrikt und Ruralgemeinde Wittelshofen zugewiesen. 1813 kam der Ort an die Ruralgemeinde Untermichelbach. Mit dem Zweiten Gemeindeedikt (1818) entstand die Ruralgemeinde Wörnitzhofen. Sie unterstand in Verwaltung und Gerichtsbarkeit dem Landgericht Dinkelsbühl und in der Finanzverwaltung dem Rentamt Dinkelsbühl (1919 in Finanzamt Dinkelsbühl umbenannt, seit 1973 Finanzamt Ansbach). Die Verwaltung übernahm 1862 das neu geschaffene Bezirksamt Dinkelsbühl (1939 in Landkreis Dinkelsbühl umbenannt). Die Gerichtsbarkeit lag beim im gleichen Jahr gebildeten Stadt- und Landgericht Dinkelsbühl (1879 in das Amtsgericht Dinkelsbühl umgewandelt, seit 1973 eine Zweigstelle des Amtsgerichtes Ansbach). Die Gemeinde 1964 hatte eine Gebietsfläche von 2,230 km².
Im Zuge der Gebietsreform in Bayern wurde Wörnitzhofen am 1. Januar 1971 in den Markt Weiltingen eingegliedert.

### Bodendenkmäler
In der Gemarkung Wörnitzhofen gibt es fünf Bodendenkmäler.

### Einwohnerentwicklung
| Jahr      | 1818   | 1840   | 1852   | 1855   | 1861   | 1867   | 1871   | 1875   | 1880   | 1885   | 1890   | 1895   | 1900   | 1905   | 1910   | 1919   | 1925   | 1933   | 1939   | 1946   | 1950   | 1952   | 1961   | 1970   | 1987   | 2006  | 2016  |
| Einwohner | 90     | 93     | 90     | 91     | 97     | 104    | 100    | 92     | 97     | 98     | 89     | 95     | 84     | 78     | 78     | 87     | 93     | 78     | 77     | 118    | 107    | 83     | 75     | 68     | 59     | *72   | *68   |
| Häuser    | 17     | 20     |        |        |        |        | 19     |        |        | 19     | 20     |        | 22     |        |        |        | 20     |        |        |        | 18     |        | 18     |        | 14     |       |       |
| Quelle    | [ 16 ] | [ 17 ] | [ 18 ] | [ 18 ] | [ 19 ] | [ 20 ] | [ 21 ] | [ 22 ] | [ 23 ] | [ 24 ] | [ 25 ] | [ 18 ] | [ 26 ] | [ 18 ] | [ 27 ] | [ 18 ] | [ 28 ] | [ 18 ] | [ 18 ] | [ 18 ] | [ 29 ] | [ 18 ] | [ 11 ] | [ 30 ] | [ 31 ] | [ 2 ] | [ 2 ] |

## Religion
Der Ort ist seit der Reformation evangelisch-lutherisch geprägt und war ursprünglich nach St. Johannis (Aufkirchen) gepfarrt, seit der zweiten Hälfte des 19. Jahrhunderts ist die Pfarrei St. Peter (Weiltingen) zuständig. Die Katholiken sind nach St. Margareta (Wilburgstetten) gepfarrt.